# 下洋起义旧址
下洋起义旧址，位于中国广东省湛江市徐闻下洋镇地塘村，为徐闻县的一个县级文物保护单位，类型为近现代重要史迹及代表性建筑，公布时间为1983年8月19日。
下洋起义旧址的历史年代为抗日战争时期。